# ارفع يديك، لا تطلق النار

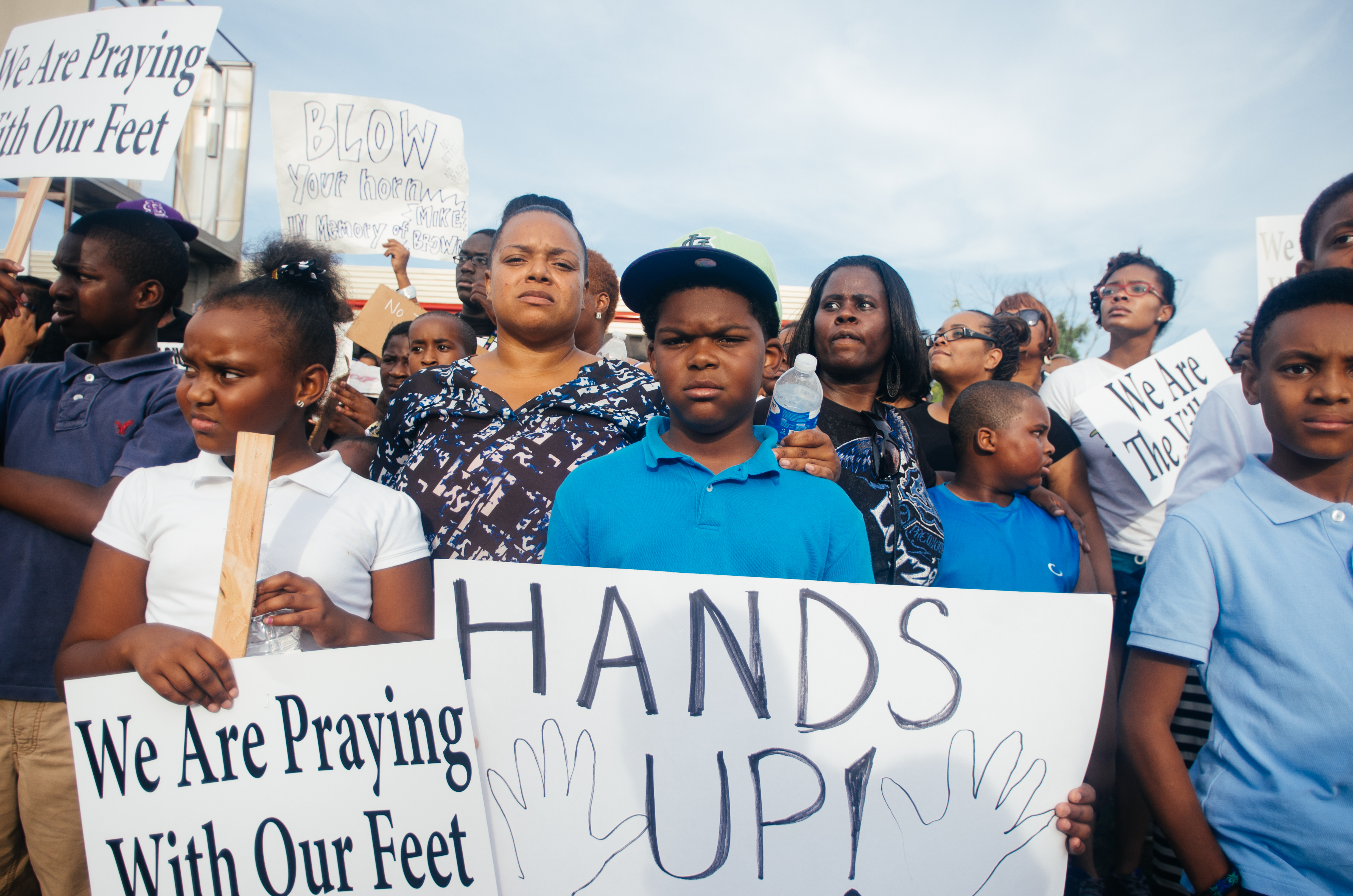

«ارفع يديك، لا تطلق النار»، أو فقط «ارفع يديك»، هو شعار وإيماءة نشأت بعد إطلاق النار على مايكل براون في 9 أغسطس 2014. اعتُمد الشعار في الاحتجاجات التي استنكرت العنف الممارس من قبل الشرطة. اختلفت تقارير الشهود حول ما كان يفعله براون بيديه عندما أُطلق عليه الرصاص حتى الموت، حيث ادعى أحدهم أنه كان رافعًا يديه في الهواء، لكن هذا الشاهد تراجع فيما بعد عن روايته. وجد تحقيق أجرته وزارة العدل الأمريكية، بقيادة النائب العام الأمريكي إريك هولدر، أن هذا الادعاء لا يتفق مع الأدلة المادية وأدلة الطب الشرعي وشهادة الشهود.

## البداية والقصة
في يوم السبت الموافق 9 أغسطس 2014، كان مايكل براون ودوريان جونسون يمشيان معًا في فيرغسون بولاية ميزوري، بعد أن سرق براون أحد المتاجر. أوقفهما فيما بعد الضابط دارين ويلسون. لا يوجد حتى الآن تقرير واضح عما حدث بالضبط بين هذه النقطة من الحادثة ولحظة إطلاق النار على براون بسبب التناقضات الطفيفة في روايات الشهود. ادعى ويلسون أن براون وصل إلى سيارة الدفع الرباعي التابعة للشرطة للحصول على سلاح الضابط، لكن المدعين لم يكونوا قادرين على تأكيد هذا أو دحضه. بعد المشادّة بالقرب من السيارة، يقول تقرير الحادث الرسمي أن براون هرب من السيارة، ثم استدار وبدأ في العودة نحو الضابط. ادعى الضابط ويلسون أنه خشي على سلامة حياته، فأطلق النار وقتل مايكل براون.
إحدى السمات المتكررة في رواية شاهد العيان دوريان جونسون عن الحادث هي أن مايكل براون رفع يديه في الهواء خلال المواجهة مع الضابط ويلسون. وقال دوريان جونسون حسب ما يتذكّر: «استدار [مايكل براون]، ووضع يديه في الهواء، وبدأ في النزول». بعد ثلاثة أيام من مقتل مايكل براون، أخبر جونسون قناة إم إس إن بي سي أنّ براون قال: «ليس لدي سلاح، توقّف عن إطلاق النار!».
بالإضافة إلى جونسون، أفاد عدة شهود على إطلاق النار على مايكل براون بأنه رفع يديه خلال المواجهة. ومع ذلك، لم يتذكر أي شخص آخر أن براون طلب من ويلسون عدم إطلاق النار بسلاحه.
اندلعت الاحتجاجات المرتجلة مباشرة بعد إطلاق النار، وتصاعد التوتر بين المجتمع والشرطة بسرعة. بعد فترة وجيزة من إطلاق النار، حمل زوج والدة براون لافتة كتب عليها «شرطة فيرغسون أعدمت ابني غير المسلح!!!». بحلول الساعة الثامنة والنصف من مساء ذلك اليوم، كان المتظاهرون يهتفون «نحن مايكل براون!» كما ساروا إلى مقر قسم شرطة فيرغسون، حيث هتفوا «لا عدالة! لا سلام!». رفع السكان أيديهم في الهواء وقالوا لضباط الشرطة «لا تطلق النار علي!». صورت جريدة سانت لويس بوست ديسباتش المحتجين وأيديهم مرفوعة في الهواء وهم يصرخون على الشرطة «لا تطلق النار علينا!».
استمر رد فعل المجتمع على مقتل مايكل براون حتى يوم الأحد، 10 أغسطس بمجموعة متنوعة من الأفعال، بما في ذلك المزيد من الاحتجاجات وأداء الصلوات وعمليات النهب والسرقة. في يوم الاثنين 11 أغسطس، عندما وعد مكتب التحقيقات الفيدرالي بالتحقيق في عملية إطلاق النار، ونظمت الجمعية الوطنية للنهوض بالملونين NAACP اجتماعًا في المجتمع، كان المحتجون مستمرين في تقليد حركة رفع اليدين ليشيروا -حسب ما فهموه- إلى الوضعية الأخيرة لمايكل براون. بعد عمليات النهب التي حدثت في يوم الأحد، تم تزويد ضباط الشرطة بالرصاص المطاطي والغاز المسيل للدموع في ليلة الاثنين. خلال مواجهة مع الشرطة، اقترب عدة رجال من الضباط وأياديهم مرفوعة قائلين: «لا تطلق النار علي».
تبنى المتظاهرون وضعية رفع اليدين على نطاق واسع طوال عطلة نهاية الأسبوع. غالبًا ما اقترنت الحركة بعبارة «لا تطلق النار علي» أو «لا تطلق النار علينا». خلال مظاهرات يوم الاثنين، كانت الوضعية والعبارة التي أُضيفت إلى الشعار «ارفع يديك، لا تطلق النار» أول ما وثقته وسائل الإعلام.
حدث مقتل براون بعد مقتل كل من إريك غارنر وفريدي غراي وترايفون مارتن. في أعقاب مقتل ترايفون مارتن، فجّرت حركة "حياة السود مهمة" وسائل الإعلام الرئيسية. وفقًا لموقع الحركة على الإنترنت؛ «بدأ الأمر بمثابة دعوة للتحرك ردًا على العنف الذي تقره الدولة والعنصرية المعادية للسود".

## الاستخدام
بحلول يوم الثلاثاء، 13 أغسطس، أصبح شعار «ارفع يديك، لا تطلق النار» محدِّدًا للاحتجاجات في فيرغسون. وتم تحويل حركة الأيدي المستخدمة من قبل السود الذكور على نطاق واسع إلى سلاح احتجاج عند الصدام مع شرطة فيرغسون.
أُطلقت العبارة منذ أكثر من عام، وأصبحت صرخة حاشدة للمحتجين وغيرهم ممن يحاولون لفت الانتباه إلى مقتل براون وغيره من الأميركيين الأفارقة على أيدي ضباط الشرطة. في نوفمبر 2014، ركض بعض أعضاء فريق سانت لويس رامز في الملعب رافعين أيديهم فوق رؤوسهم خلال إحماءات المباراة، وهو فعل كرره أربعة أعضاء من كتلة النواب السود بالكونغرس في قاعة المجلس في ديسمبر 2014. انتشر شعار «ارفع يديك، لا تطلق النار» بسرعة خارج احتجاجات فيرغسون. وقيل في كثير من الأحيان تضامنا مع المحتجين في فيرغسون.

### حياة السود مهمة
انطلقت الحركة الناشطة «حياة السود مهمة» ردًا على مقتل ترايفون مارتن قبل عامين، إلا أنها نظّمت أول احتجاج وطني شخصي لها على شكل «جولة حرية» إلى فيرغسون، ميزوري بعد ثلاثة أسابيع من إطلاق النار على مايكل براون. إحدى الصرخات الحاشدة في تلك الاحتجاجات كانت «ارفع يديك، لا تطلق النار». أصبح هذا هتافًا شائعًا في احتجاجات حركة «حياة السود مهمة»، إلى جانب كلمات إريك غارنر الأخيرة («لا أستطيع التنفس»)، و«لا عدالة، لا سلام».

### كابيتول هيل
في 1 ديسمبر 2014، نفّذ الحركةَ العديدُ من المشرعين في مجلس النواب الأمريكي للاحتجاج على عملية إطلاق النار ووحشية الشرطة. قال النائب حكيم جفريز (ديمقراطي- نيويورك):
«ارفع يديك، لا تطلق النار. إنها صرخة حاشدة أطلقها الذين سئموا عنف الشرطة من جميع أنحاء أمريكا. في كل مجتمع بعد آخر، بعد آخر، سئموا من عنف الشرطة في فيرغسون، في بروكلين، في كليفلاند، في أوكلاند، في المدن والمقاطعات والمجتمعات الريفية في جميع أنحاء أمريكا».

### غرفة أخبار سي إن إن
في 13 ديسمبر 2014، بعد قصة الاحتجاج المستمر، رفع ثلاثة أعضاء من فريق غرفة الأخبار في سي إن إن أيديهم بينما رفع رابع ورقة مكتوب عليها «لا أستطيع التنفس»، في إشارة إلى مقتل إريك غارنر. تم التصريح بـ «قلوبنا مع [المتظاهرين]»، لكن «ارفع يديك، لا تطلق النار» لم تُذكر أثناء البث. جذبت هذه الإشارة انتقادات لأنها ظهرت على برنامج غير قائم على الرأي.

### في الموسيقى
أثناء أداء فاريل ويليامز لأغنية «هابي» في حفل توزيع جوائز الغرامي السنوي السابع والخمسين، رفع المغني والمغنون المساعدون أيديهم في الهواء.

### هونغ كونغ
من سبتمبر إلى ديسمبر 2014، احتشد المتظاهرون في هونغ كونغ احتجاجًا على تراجع الحكومة الصينية عن وعدها بمنحهم حقوقًا ديمقراطية كاملة. خلال ما أصبح يعرف باسم ثورة المظلات، ردّ المتظاهرون على أساليب الشرطة القاسية من خلال الاحتجاج بهتاف «ارفع يديك، لا تطلق النار».

## النتائج

### دارين ويلسون
وجدت هيئة المحلفين الكبرى أن الضابط دارين ويلسون غير مدان في عملية إطلاق النار على مايكل براون بعد التحقيق الذي طال انتظاره. انتهى هذا التحقيق في شهر مارس، وأكد أن تورط ويلسون في هذا الحادث قد تم تبرئته من أي انتهاكات للحقوق المدنية أو القانونية. وقد أدى هذا إلى إثارة سخط العديد من المواطنين في مجتمع فيرغسون، وهو ما أشعل شرارة البداية لحركة ارفع يديك، لا تطلق النار. بعد انتهاء هذا التحقيق، ترك دارين ويلسون عمله كضابط شرطة في قسم شرطة فيرغسون، وانتقل بعيدًا إلى منزل يخضع لحراسة مشددة ولا يزال مجهولًا. نظرًا إلى أن إطلاق النار هذا قد أثار الحقد من جميع أنحاء العالم تجاه ويلسون، حظي ويلسون بتأييد الداعمين الذين جمعوا له مبلغ 500 ألف دولار للمساعدة في دفع تكاليف حمايته وفريق الدفاع القانوني.

### قسم شرطة فيرغسون
منذ حادثة فيرغسون التي هاجم فيها أحد رجال الشرطة الشاب مايكل براون، حدثت تغييرات في قسم شرطة فيرغسون. استقال العديد من الضباط بعد عملية إطلاق النار، منهم رئيس شرطة فيرغسون، توماس جاكسون، وكذلك الضابط الذي أطلق النار على مايكل براون، دارين ويلسون. وجهت عملية إطلاق النار هذه قدرًا كبيرًا من الاهتمام لهذا المجتمع ولقسم شرطة فيرغسون، وفي وقت لاحق توارى العديد من الضباط عن الأنظار. تم تطبيق تغييرات أخرى أيضًا، تضمنت زيادة في عدد الضباط من الأقليات، واستخدام كاميرا الجسم عند إجراء عملية البحث. كان التحقيق الذي أجرته وزارة العدل هو الذي أدى إلى هذه التغييرات. في التحقيق الذي نُشر في مارس 2015 وجدوا «نمطًا أو ممارسة لسلوك غير قانوني»، يشمل هذا السلوك عددًا مبالغًا فيه من بطاقات المخالفة والغرامات التي فُرضت على سكان فيرغسون السود بشكل مفرط. عمليًا، وُضعت إصلاحات لإحداث تغييرات في عمليات التفتيش والاعتقالات والتعاملات العامة للشرطة مع المواطنين. يجب الآن على الضباط ارتداء كاميرات للجسم أثناء الخدمة، وتصعد الأقليات من مجتمع فيرغسون لمناصب ضباط الشرطة وذلك لتعزيز التعامل بين الشرطة وسكان فيرغسون.